# Szmer Austina Flinta
Szmer Austina Flinta (ang. Austin Flint murmur, Flint's murmur/symptom) – cichy, mezodiastoliczny (śródrozkurczowy) szmer względnego zwężenia zastawki mitralnej, spotykany w długotrwałej niedomykalności zastawki aortalnej. Powstaje wskutek cofania się krwi z aorty i uderzania strumienia krwi o wsierdzie lewego serca. Klasyczne objaśnienie szmeru mówi, że powstaje on, gdy cofający się strumień krwi uderza o przedni płatek zastawki dwudzielnej przy jednoczesnym zmieszaniu wstecznego strumienia krwi przez zastawkę aortalną i fizjologicznego strumenia krwi przez zastawkę mitralną. Opisany przez amerykańskiego lekarza Austina Flinta w 1862 roku.